# Kroaten
Die Kroaten (Hrvati, Einzahl Hrvat) sind eine südslawische Ethnie sowie die Titularnation und das Staatsvolk Kroatiens, wo sie mit 90,4 % (2011) die Bevölkerungsmehrheit bilden. Die Kroaten in Bosnien und Herzegowina sind eines der drei „konstitutiven Völker“ von Bosnien und Herzegowina. In der serbischen autonomen Provinz Vojvodina sind die Kroaten eine anerkannte autochthone Minderheit. Aufgrund der über Jahrhunderte stattfindenden Auswanderung leben zahlreiche Menschen kroatischer Abstammung in Westeuropa, Nordamerika, Südamerika und Ozeanien. Davon bezeichnen sich viele unabhängig von ihrer Staatsangehörigkeit als Kroaten in der Diaspora. Die Kroaten sind mehrheitlich römisch-katholischer Konfession. Sie sprechen überwiegend die kroatische Sprache, eine auf der westlichen Variante des neuštokavischen Dialekts basierende Dachsprache.

## Das Ethnonym

### Namensherkunft
Die Etymologie des Ethnonyms Kroate (in der Selbstbezeichnung Hrvat) ist bis heute nicht abschließend geklärt, es scheint jedoch keine slawische Wurzel zu haben.
Die moderne Form Hrvat (Sg. älter auch Hrvatin, Pl. Hrvati, älter auch Hrvate) geht auf eine rekonstruierte urslawische Form *chъrvatъ bzw. *chъrvatinъ zurück.
Nach der heute am weitesten verbreiteten Annahme lässt sich die slawische Wurzel *chъrvat- durch eine iranische Etymologie erklären. Über die Einzelheiten einer solchen iranischen Etymologie existieren jedoch verschiedene Hypothesen. Als älteste Belege für eine solche Form werden zwei Grabinschriften in griechischer Schrift aus dem 2./3. Jahrhundert n. Chr. benannt, die in Tanais am Asowschen Meer gefunden wurden und die die Namen ΧΟΡΟΑΘΟΣ (Horoathos), ΧΟΡΟΥΑΘΟΣ (Horouathos) enthalten. Dieser Theorie zufolge handelt es sich um ein iranisches Ethnonym aus dem Raum der Skythen nördlich des Schwarzen Meeres, das im Falle der Grabinschriften auch als Personenname gebraucht wurde, und das später von den nordwestlich benachbarten Slawen übernommen wurde. Die Kontakte zwischen slawisch- und iranischsprachigen Gruppen in diesem Raum sind durch Lehnwörter iranischer Herkunft im Slawischen belegt.
Nach Max Vasmer soll *chъrvat- auf ein altiranisches *(fšu-)haurvatā „Viehhüter“ zu haurvati „hütet“ zurückgehen. Nach einer neueren Etymologie von Oleg N. Trubatschow, die von Alemko Gluhak übernommen wurde, ist *chъrvat- hingegen auf eine iranische Form *harvat- zurückzuführen, die ihrerseits aus der Wurzel iranisch *har-, älter indoiranisch *sar- „Frau“ und einem Adjektivsuffix *-ma(n)t-/-va(n)t- bestehen soll. Die Form *harvat- ist demzufolge etymologisch identisch mit dem Namen der Sarmaten, der auf *sar-ma(n)t- zurückgeführt wird. *harvat- bzw. Sarmaten bezeichnet danach ursprünglich ein matriarchalisches Volk, das von Frauen regiert wird, wie es für die Sarmaten der Antike in griechischen Texten berichtet wird.
Einer anderen Hypothese zufolge soll der Kroatenname nicht auf ein aus dem Iranischen ins Slawische entlehntes Ethnonym zurückgehen, sondern auf die Bezeichnung für eine Gruppe innerhalb der Führungsschicht des Awarenreiches. Ein aus sprachwissenschaftlicher Sicht haltbarer Vorschlag für eine Etymologie existiert im Rahmen dieser Hypothese jedoch bisher nicht.
Das Ethnonym erscheint in den ältesten überlieferten Quellen in den Formen Hrъvate, Hrvate (kirchenslawisch), Χρωβάτοι (Hrobatoi) (griechisch) und Chroati, Croati oder Crauati (lateinisch). Es wird in verschiedenen Quellen auch bei West- und Ostslawen erwähnt, also auch außerhalb des Siedlungsgebietes der heutigen Kroaten. So erwähnen einige Quellen einen Stamm der Chorvaten in Böhmen, andere sprechen von Kroaten bzw. Weißkroaten (Белые Хорваты) zwischen Pruth und Dnjestr (z. B. die Nestorchronik). In Kärnten werden um das 10. Jahrhundert Kroatengaue erwähnt.

### Anekdotisches
Die Bezeichnung des Kleidungsstückes „Krawatte“ geht auf den Namen des Volkes der Kroaten zurück. Die Kroatischen Reiter trugen im 17. Jahrhundert ein ähnliches Kleidungsstück um den Hals, ein Halsband mit Fransen, durch das sie recht einfach zu unterscheiden waren. Das Wort „cravate“ wird zum ersten Mal in der französischen Enzyklopädie im 17. Jahrhundert erwähnt, als kroatische Soldaten am Hof Ludwigs XIV. in Paris weilten.
Der Name des Zauberers Krabat aus der sorbischen Sagenwelt der Lausitz geht ebenfalls auf die Eigenbezeichnung der Kroaten (früher auch Krabaten) zurück.

## Geschichte

### Ethnogenese
Die Ethnogenese der Kroaten ist wissenschaftlich noch nicht abschließend geklärt. Nachweise bestehen lediglich dafür, dass im Gebiet des heutigen Kroatien im 6./7. Jahrhundert eine Ansiedlung von Slawen und Awaren stattfand. Vorher lebten im Gebiet des heutigen Kroatiens unter anderem Griechen, Illyrer und Römer.
Im 7. Jahrhundert n. Chr. gehörte das Gebiet des heutigen Kroatien vermutlich zur Peripherie des Reiches der Awaren.

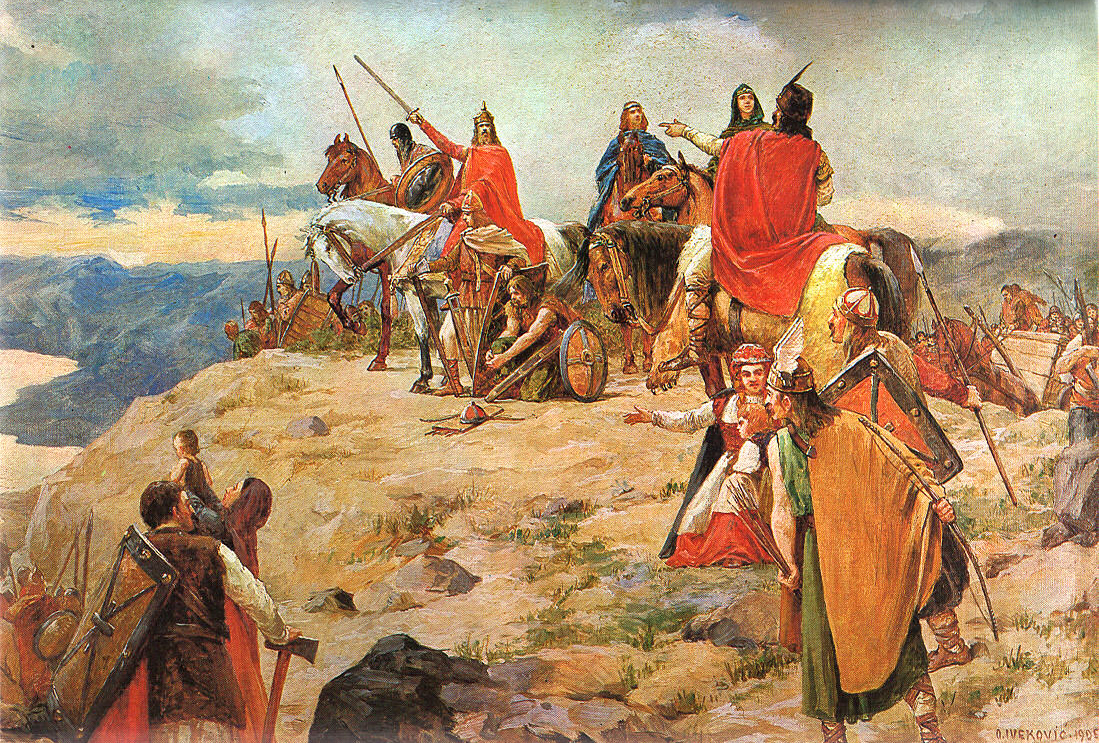
Ankunft der Kroaten am Adriatischen Meer (Historisierendes Gemälde von Oton Iveković, 1905)

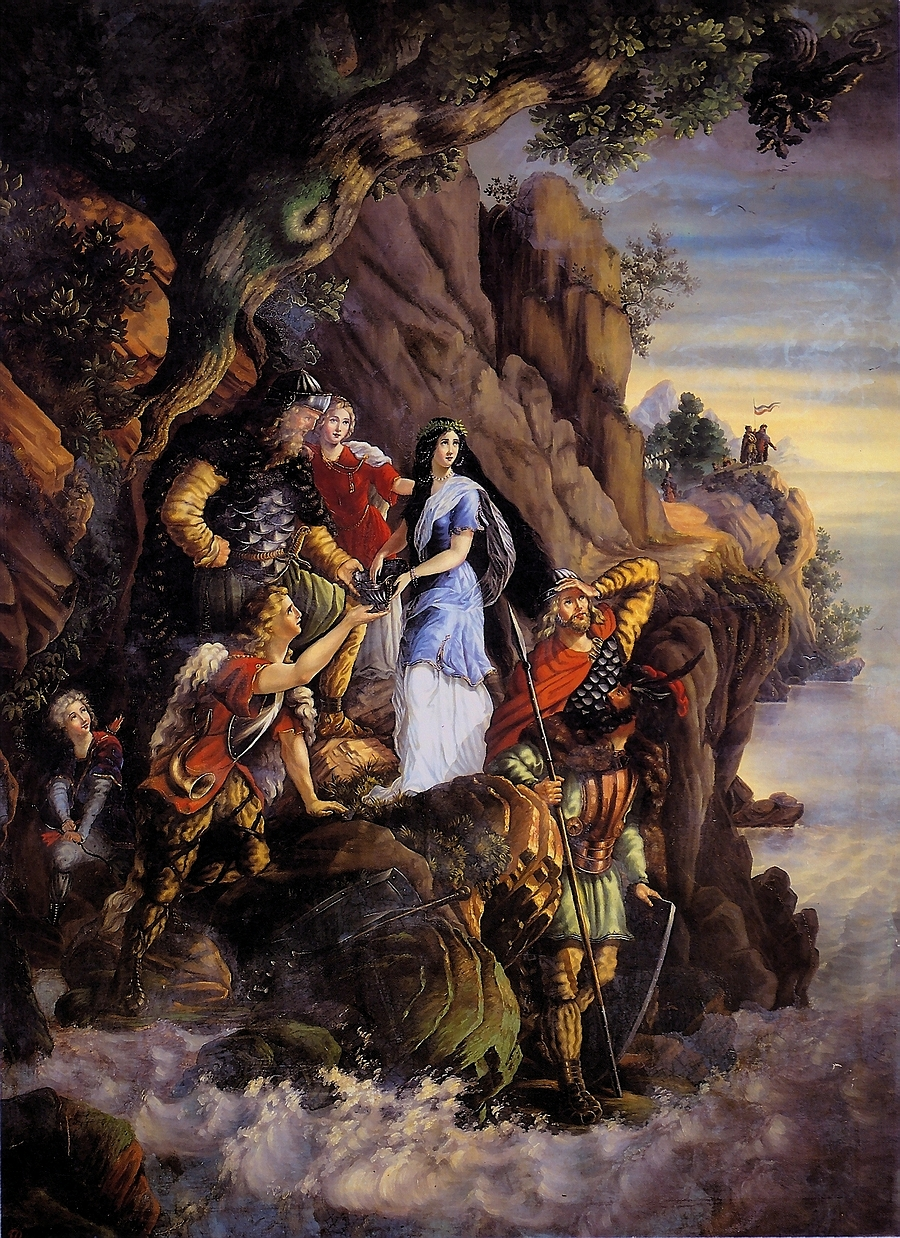
Ankunft der Fürsten Kluk, Lobel, Muhlo, Kosenc, Hrvat und ihrer Schwestern Tuga und Buga in Dalmatien (Historisierendes Gemälde von Ferdinand Quiquerez, 1870)

In seinen schriftlichen Aufzeichnungen (von Humanisten „De administrando imperio“ genannt) berichtet Konstantin VII. Porphyrogennetos, dass ein Volk der Kroaten im 7. Jahrhundert von dem byzantinischen Kaiser Herakleios aus seiner Heimat an der Weichsel (im heutigen Polen; siehe Chorwaten) als Schutz gegen die Awaren ins Land gerufen worden sei. Demnach soll ein Teil der Kroaten nach Dalmatien (dem sogenannten Rotkroatien) und Pannonien (dem sogenannten Weißkroatien) vorgedrungen sein und innerhalb von wenigen Jahren die Awaren besiegt und sie in die Gegend nordwestlich der Donau vertrieben haben. Von manchen Historikern wird diese Nachricht so interpretiert, dass die Kroaten vom byzantinischen Kaiser als Foederaten in Dalmatien angesiedelt worden seien.
Sowohl die Glaubwürdigkeit des Berichts des Konstantin Porphyrogennetos als auch die Frage, wer genau die von ihm erwähnten Kroaten gewesen sind und in welcher Beziehung sie zu den heutigen Kroaten stehen, sind in der Forschung umstritten.
Aus dem 9. Jahrhundert stammen die ersten sicheren Nachrichten über ein kroatisches Fürstentum im Bereich des heutigen Norddalmatien.
→ siehe auch Kroatien im Frühmittelalter
In seinem heutigen Verbreitungsgebiet im südslawischen Raum ist der Begriff Kroaten in schriftlicher Form erstmals in einer Schenkungsurkunde des Fürsten Trpimir I. belegt, der von ca. 845 – ca. 864 herrschte. In dieser Urkunde wird Trpimir als dux Chroatorum tituliert.
Im Jahre 879 bezeichnete Papst Johannes VIII. den Fürsten Branimir als Herrscher des Regnum Croatorum („Königreiches der Kroaten“).
In der Zeit bis zum 10. Jahrhundert bezog sich die Bezeichnung Kroaten nur auf die Bewohner eines begrenzten Gebietes, das dem Territorium des damaligen kroatischen Staates entsprach und das die Lika, die Krbava, den westlichsten Teil des heutigen Bosnien bis zum Fluss Pliva sowie das Hinterland der dalmatinischen Städte Zadar, Trogir und Split, nicht aber diese Städte selbst umfasste. Erst im Laufe der Zeit dehnte sich der Geltungsbereich der Selbstbezeichnung Kroaten auf weitere Gebiete aus, in denen zuvor Selbstbezeichnungen wie Slovinci, Slovenci im Gebrauch gewesen waren, die auf *Slověnьce zurückgehen, eine Form der gemeinsamen Bezeichnung der Slawen.
Die Pluralform Hrvati, Hrvate bezeichnete ursprünglich nicht nur die Einwohner, sondern auch das Land. Später war dafür bis zum 18. Jahrhundert die Bezeichnung hrvatska zemlja (kroatisches Land) im Gebrauch, seitdem elliptisch einfach Hrvatska (Kroatien).
Ihre heutige Bedeutung und ihren heutigen Geltungsbereich hat die Bezeichnung Kroaten seit der Zeit der kroatischen nationalen Wiedergeburt im 19. Jahrhundert.

### Emigration
Eine große Zahl von Kroaten verließ im Laufe der Zeit aus wirtschaftlichen oder politischen Gründen die alte Heimat. Auf diese geht die heutige kroatische Diaspora zurück.
Die erste größere Abwanderung von Kroaten erfolgte im 15. und 16. Jahrhundert zu Beginn der osmanischen Eroberungen im heutigen Kroatien und Bosnien-Herzegowina. Die Menschen flohen zu jener Zeit in sicherere Gebiete innerhalb Kroatiens, aber auch in andere Gebiete des damaligen Habsburgerreiches (auf das Gebiet der heutigen Staaten Österreich, Slowakei und Ungarn). Auf diese Wanderung geht die burgenlandkroatische Minderheit mit ca. 60.000 Menschen zurück, die heute aufgrund ihrer jahrhundertelangen Sesshaftigkeit in ihrem heutigen Siedlungsgebiet zu den autochthonen Minderheiten gezählt wird.
Ende des 19. / Anfang des 20. Jahrhunderts wanderte eine größere Zahl von Kroaten vor allem aus ökonomischen Gründen nach Übersee aus, unter anderem nach Nordamerika, Südamerika (vor allem Chile und Argentinien), Australien und Neuseeland.
Die Auswanderung in die Vereinigten Staaten begann in Dalmatien in den Jahren 1850 bis 1870, in Kroatien-Slawonien ab 1873. Die Emigranten aus Kroatien-Slawonien kamen vor allem aus dem Komitat Lika-Krbava (seit den 1880er Jahren) und aus der Gegend um Zagreb, später auch aus anderen Landesteilen. Einzelne Fälle von kroatischer Auswanderung nach Südamerika gab es schon in den 1850er Jahren. Die Auswanderung von Dalmatien nach Chile begann in den 1860er Jahren. In den 1880er Jahren wurde die Auswanderung aus Dalmatien, vor allem von den dalmatinischen Inseln, nach Nord- und Südamerika zu einer Massenauswanderung.
Grund für die Auswanderung aus Dalmatien war vor allem die wirtschaftliche Lage, insbesondere die Überschuldung der Landbevölkerung infolge des Niedergangs des Kolonatsystems und des Übergangs zur Geldwirtschaft. Speziell für die Weinbaugebiete wie die Insel Brač kamen die Krise des Weinbaus infolge der „Weinklausel“ des österreichisch-italienischen Zollabkommens von 1891 und die Verbreitung der Phylloxera hinzu. Gleichzeitig ruinierte die Verbreitung der Dampfschiffe auch die Segelschifffahrt. Zudem emigrierten speziell junge Männer, um sich der Durchsetzung der allgemeinen Wehrpflicht durch die österreichischen Behörden seit Mitte des 19. Jahrhunderts zu entziehen. In den Weinbaugebieten um Zagreb war die Zerstörung des Weinbaus durch die Phylloxera gleichfalls einer der Gründe für die Emigration.
Die Zahl der kroatischen Auswanderer nach den Vereinigten Staaten stieg im ersten Jahrzehnt des 20. Jahrhunderts auf ca. 20.000 pro Jahr. Die Gesamtzahl der kroatischen Emigranten in den Vereinigten Staaten wurde Anfang des 20. Jahrhunderts auf ca. 280.000 geschätzt, davon 160.000 aus Kroatien-Slawonien, 80.000 aus Dalmatien, 20.000 aus Bosnien und 15.000 aus der Herzegowina. Mit 80.000 bis 100.000 lebte die größte Gruppe im Bundesstaat Pennsylvania (vor allem in Pittsburgh), 45.000 lebten in Illinois (vor allem in Chicago), 35.000 in Ohio (vor allem in Cleveland).

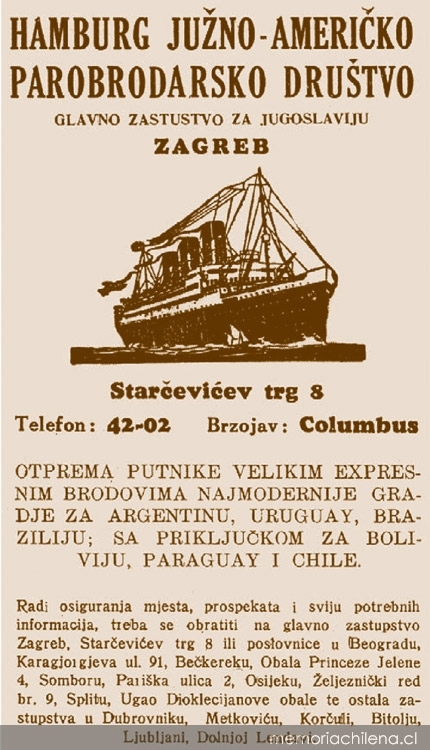
Anzeige für die Überfahrt über Hamburg nach Südamerika (1930er)

Die Anzahl der kroatischen Emigranten in Chile zu dieser Zeit ist mangels zuverlässiger Statistiken nicht genau bestimmbar, für ca. 1914 gibt es Schätzungen zwischen 5.000 und 25.000 für ganz Chile. Die kroatischen Auswanderer in Chile stammten zum größten Teil aus Dalmatien, vor allem von der Insel Brač, daneben aus der Umgebung von Omiš sowie aus Hvar, Vis und der Gegend von Dubrovnik. Die kroatischen Emigranten siedelten sich vor allem im Süden Chiles in der heutigen Region Magallanes und in den Bergbaugebieten Nordchiles in den heutigen Regionen Antofagasta und Tarapacá an. Im Jahre 1914 wurden allein in der südchilenischen Stadt Punta Arenas 3.200 kroatische Emigranten gezählt.
Eine weitere größere Auswanderungswelle – diesmal aus politischen Gründen – erfolgte unmittelbar nach dem Ende des Zweiten Weltkrieges. Hierbei flohen vor allem Mitglieder und Kollaborateure des Ustascha-Regimes unter Diktator Ante Pavelić sowie Monarchisten.
In der zweiten Hälfte des 20. Jahrhunderts gingen zahlreiche Kroaten größtenteils aufgrund schwieriger wirtschaftlicher Lebensverhältnisse als Gastarbeiter vor allem nach Deutschland (besonders Baden-Württemberg und Bayern), Österreich oder in die Schweiz. Hinzu kamen auch einige Emigranten aus politischen Gründen, vor allem nach dem Ende des Kroatischen Frühlings. Diese Migration ermöglichte dem damaligen kommunistischen Jugoslawien eine Senkung der Arbeitslosigkeit und schuf gleichzeitig durch die Überweisungen der Emigranten an ihre Familien eine enorme Deviseneinnahmequelle.
Teile der kroatischen Diaspora beteiligten sich während des 20. Jahrhunderts wiederholt aktiv an der Politik ihres Herkunftslandes. Zuletzt sammelten Diaspora-Kroaten während des Kroatien-Kriegs in der ersten Hälfte der 1990er Jahre bedeutende Mengen an Hilfsgütern und unterstützten finanziell (insbesondere durch Spenden über Gojko Šušak, von denen trotz bestehenden Embargos Waffen gekauft wurden) das vom Krieg betroffene Land.

## Verbreitung

### Heutige Siedlungsgebiete
Die Kroaten stellen die große Mehrheit der Bevölkerung Kroatiens. Daneben leben in mehreren Staaten Mittel- und Südosteuropas autochthone (alteingesessene) kroatische Minderheiten.

#### Kroatien
Bei der Volkszählung in Kroatien im Jahr 2011 gaben 3.874.321 Personen (90,42 % der Bevölkerung) ihre „Nationalität“ mit Kroate/Kroatin an.

#### Bosnien und Herzegowina
Die Kroaten in Bosnien-Herzegowina sind eines der drei konstitutiven Völker des Staates Bosnien und Herzegowina. Bei der Volkszählung im Jahr 2013 gaben 553.000 Personen (14,6 % der Bevölkerung) ihre Nationalität mit Kroate/Kroatin an.

#### Serbien
In Serbien leben Kroaten vor allem in der Vojvodina. Dort sind sie seit dem Jahre 2002 als nationale Minderheit anerkannt. Sie leben größtenteils in der Batschka, daneben in Syrmien und einigen Orten im Banat; die Šokci und Bunjewatzen in der Batschka betrachten sich teilweise als Kroaten, teilweise als separate Volksgruppen.

#### Ungarn
In Ungarn erklärten 15.597 Personen bei der Volkszählung von 2001, sie gehörten der Nationalität (ethnischen Gruppe) der Kroaten an. Nach einer erweiterten Definition, der zufolge als Angehöriger einer der alteingesessenen und offiziell anerkannten ethnischen Minderheiten derjenige gezählt wird, der eine eindeutige Antwort auf eine der Fragen nach Nationalität, Affinität zu kulturellen Werten oder Traditionen einer Nationalität, Muttersprache oder Sprache im Umgang mit Familienmitgliedern oder Freunden gegeben hat, wurden 25.730 Personen als Angehörige der kroatischen Minderheit in Ungarn gezählt. Diese lebten mehrheitlich im westlichen und südlichen Transdanubien, davon 7.294 im Komitat Baranya, 3.836 im Komitat Zala, 3.481 im Komitat Győr-Moson-Sopron, 3.124 im Komitat Vas und 1.504 im Komitat Somogy. Darüber hinaus gab es 3.215 Kroaten im Komitat Bács-Kiskun und 1.525 in Budapest.

#### Montenegro
In Montenegro leben Kroaten hauptsächlich im Gebiet der Bucht von Kotor; die Einwohner dieser Region werden unabhängig von Nationalität und Konfession auch als Bokelji bezeichnet. Bei der Volkszählung von 2011 bezeichneten sich auf dem Gebiet der Republik Montenegro 6.021 Personen (0,97 % der Bevölkerung) als Kroaten.

#### Österreich
In Österreich leben die Burgenlandkroaten im Burgenland und darüber hinaus auch in Wien.

#### Rumänien
In Rumänien bezeichnen sich die Angehörigen der Kraschowaner im Kraschowa-Gebiet im Banat heute mehrheitlich als Kroaten. Im Kreis Karasch-Severin, in den Ortschaften Karaschowa und Lupac leben rund 10.000 Mitglieder kroatischer Nationalität. Nach dem Umsturz '89 wurde zwischen Kroatien und Rumänien ein Abkommen unterzeichnet, wonach diese Minderheit auch die kroatische Staatsbürgerschaft und Pass bekommt. Manch einer nutzt dies zum Studieren oder Arbeiten in Kroatien. Alle 4 Jahre, wenn in Kroatien gewählt wird, sind auch die kroatischen Mitbürger aufgerufen, ihre Stimme abzugeben. Dafür wurden eigens 2 Wahllokale in Karaschowa und Lupac eingerichtet.

#### Tschechien
In Tschechien lebten die mährischen Kroaten bis 1948 geschlossen in drei Ortschaften im Süden Mährens, seitdem verstreut an verschiedenen Orten. Die tschechische Volkszählung 2001 ergab 1.585 Personen kroatischer Nationalität, wobei nicht ausgewiesen ist, wie viel davon auf Zuzug in den 1990ern beruht.

#### Italien
Bei den Moliseslawen in der italienischen Region Molise wurde von kroatischer Seite eine Zugehörigkeit zum Kroatentum propagiert, die im Ort Montemitro (Mundimitar) weitgehend akzeptiert wird, in Acquaviva Collecroce (Kruč) jedoch nicht fruchtet.

#### Slowakei
In der Slowakei lebt eine kroatische Minderheit, die zu den Burgenlandkroaten im weiteren Sinne gezählt wird, in fünf Dörfern in der Umgebung von Bratislava.

#### Kosovo
Im Kosovo leben Kroaten in den Ortschaften Janjeva/Janjevo (die Janjevci) und Letnica (die Letničani). Bei der jugoslawischen Volkszählung von 1991 gaben im Kosovo 8.062 Personen unter „Nationalität“ kroatisch an.

### Diaspora in Europa und Übersee

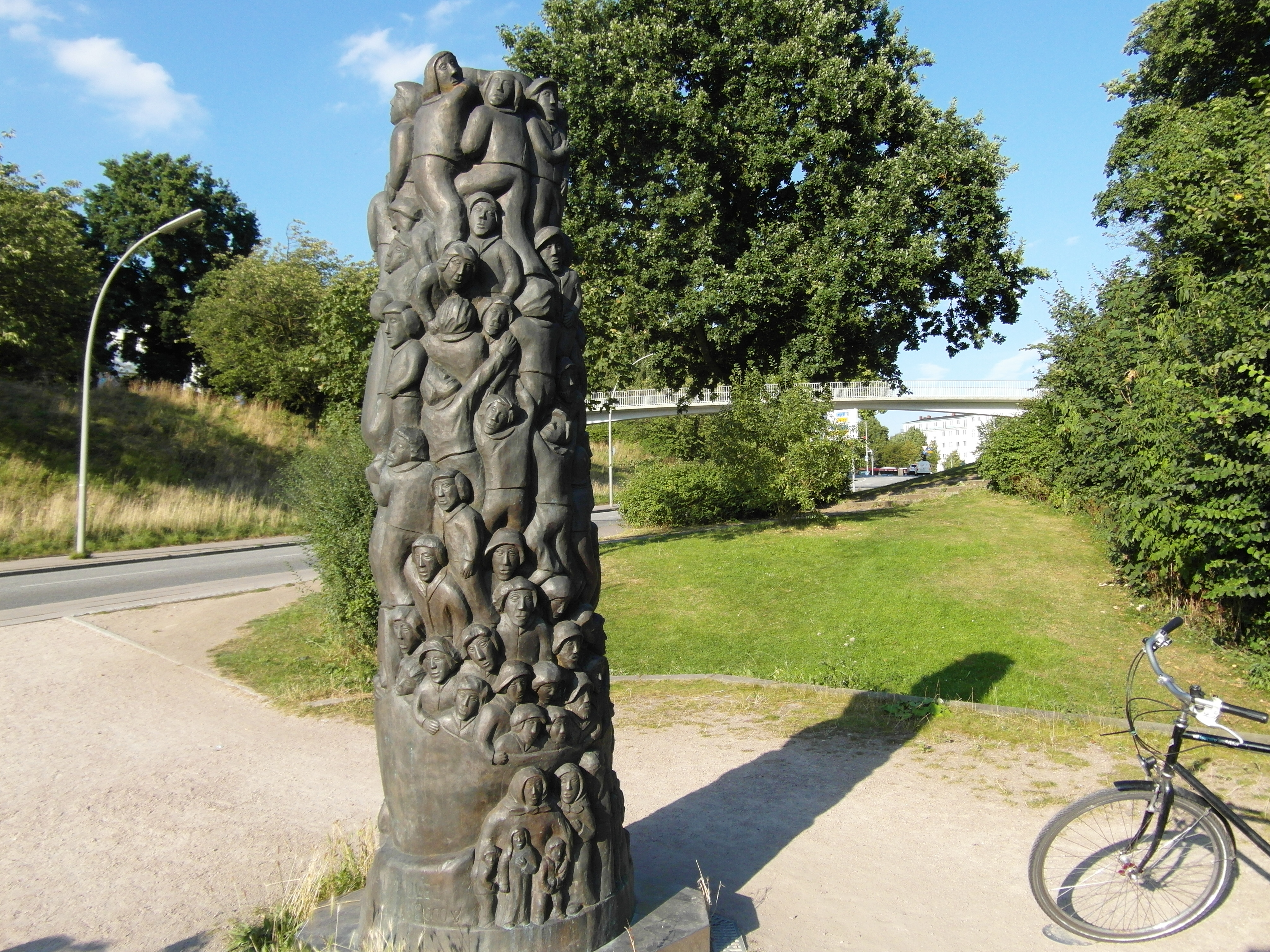
Denkmal für die kroatischen Auswanderer im Hamburger Hafen (Ljubica Matulec, 1989)

Zahlreiche Menschen kroatischer Herkunft, die selbst oder deren Vorfahren im 19. oder 20. Jahrhundert aus wirtschaftlichen oder politischen Gründen die alte Heimat verlassen haben, leben in Nordamerika, Südamerika, Westeuropa (vor allem in Deutschland, der Schweiz und Österreich) und Ozeanien. Viele Kroatischstämmige bezeichnen sich unabhängig von ihrer Staatsangehörigkeit als Kroaten in der Diaspora.
In den Vereinigten Staaten von Amerika gaben 374.241 Personen (0,1 % der Bevölkerung) bei der Volkszählung im Jahre 2000 unter „Abstammung oder ethnische Herkunft“ kroatisch als einzige oder als eine von zwei Herkünften an. Die bedeutendste Organisation der kroatischen Diaspora in den Vereinigten Staaten ist die Hrvatska bratska zajednica (Croatian Fraternal Union/Kroatische Brüderliche Union).
In Kanada gaben 58.165 Personen bei der Volkszählung 2001 unter „ethnische Herkunft“ kroatisch an, weitere 38.880 Personen gaben kroatisch als eine von mehreren Herkünften an.
In Chile leben der Volkszählung von 1992 zufolge etwa 140.000 Menschen kroatischer Herkunft, was etwa 1 % der Bevölkerung entspricht. Die heutigen Chilenen kroatischer Herkunft sind größtenteils Nachkommen von Emigranten in der dritten, vierten oder fünften Generation. Es gibt nach wie vor eine größere Zahl von kroatischen Organisationen in Chile, nur ein sehr geringer Anteil der Chilenen kroatischer Herkunft beherrscht jedoch die kroatische Sprache.
Es gibt auch kleinere Gruppen in Argentinien, Bolivien, Peru, Brasilien, Neuseeland, Australien und Südafrika.
Kroatische Ergänzungsschulen bieten den Kindern kroatischer Emigranten in den meisten größeren Orten Europas und in Übersee Möglichkeiten zur Pflege und Entwicklung der kroatischen Muttersprache sowie zur Weiterbildung.
Siehe auch: Kroaten in Deutschland

## Sprache
Die von Kroaten gesprochenen Dialekte gehören zum Westsüdslawischen und lassen sich größtenteils den drei Dialektgruppen Kajkavisch, Čakavisch und Štokavisch zuordnen. Kajkavische und čakavische Mundarten werden innerhalb der serbokroatischen Untergruppe fast ausschließlich von Kroaten gesprochen, während štokavische Mundarten neben einem großen Teil der Kroaten auch die Mehrheit der Serben sowie Bosniaken und Montenegriner sprechen. Die Janjevci und Letničani im Kosovo und die Kraschowaner im rumänischen Banat sprechen als einzige Kroaten Mundarten der torlakischen Dialektgruppe.
In den Funktionen einer Standardsprache wird von den meisten Kroaten eine Standardvarietät verwendet, die als kroatische Standardsprache oder als kroatische Standardvarietät des Serbokroatischen (Kroatoserbischen, Bosnisch-Kroatisch-Serbischen) bezeichnet wird. Von außerhalb der Republik Kroatien lebenden Kroaten werden auch die anderen serbokroatischen Standardvarietäten verwendet. Die Burgenlandkroaten verwenden eine eigene burgenlandkroatische Standardvarietät.
Eine überregional einheitliche kroatische Standardvarietät existiert erst seit dem 19. Jahrhundert. Vorher wurden von Epoche zu Epoche und von Region zu Region unterschiedliche, auf dem Čakavischen, Štokavischen und Kajkavischen basierende schriftsprachliche Varietäten sowie die kroatische Variante des Kirchenslawischen verwendet. Darüber hinaus wurde ein großer Teil des Schrifttums in der Zeit bis zum 19. Jahrhundert nicht auf Südslawisch verfasst, sondern vor allem auf Latein, daneben im Küstengebiet auch auf Italienisch, im habsburgischen Binnenland auch auf Deutsch.
Die kroatische Standardvarietät, die von Kroaten gesprochenen und größtenteils von dieser Standardvarietät überdachten südslawischen Mundarten sowie die älteren südslawischen schriftsprachlichen Varietäten in ihrem heutigen Verbreitungsgebiet und das Burgenlandkroatische werden heute im öffentlichen Diskurs in der Republik Kroatien im Allgemeinen als Kroatische Sprache konzeptualisiert. Zur Zeit des jugoslawischen Staates wurden sie und teilweise werden sie vor allem außerhalb Kroatiens noch heute zusammen mit den von Serben, Bosniaken und Montenegrinern verwendeten Standardvarietäten und den von diesen gesprochenen südslawischen Dialekten als Serbokroatische oder kroatoserbische Sprache konzeptualisiert.

## Kunst und Kultur

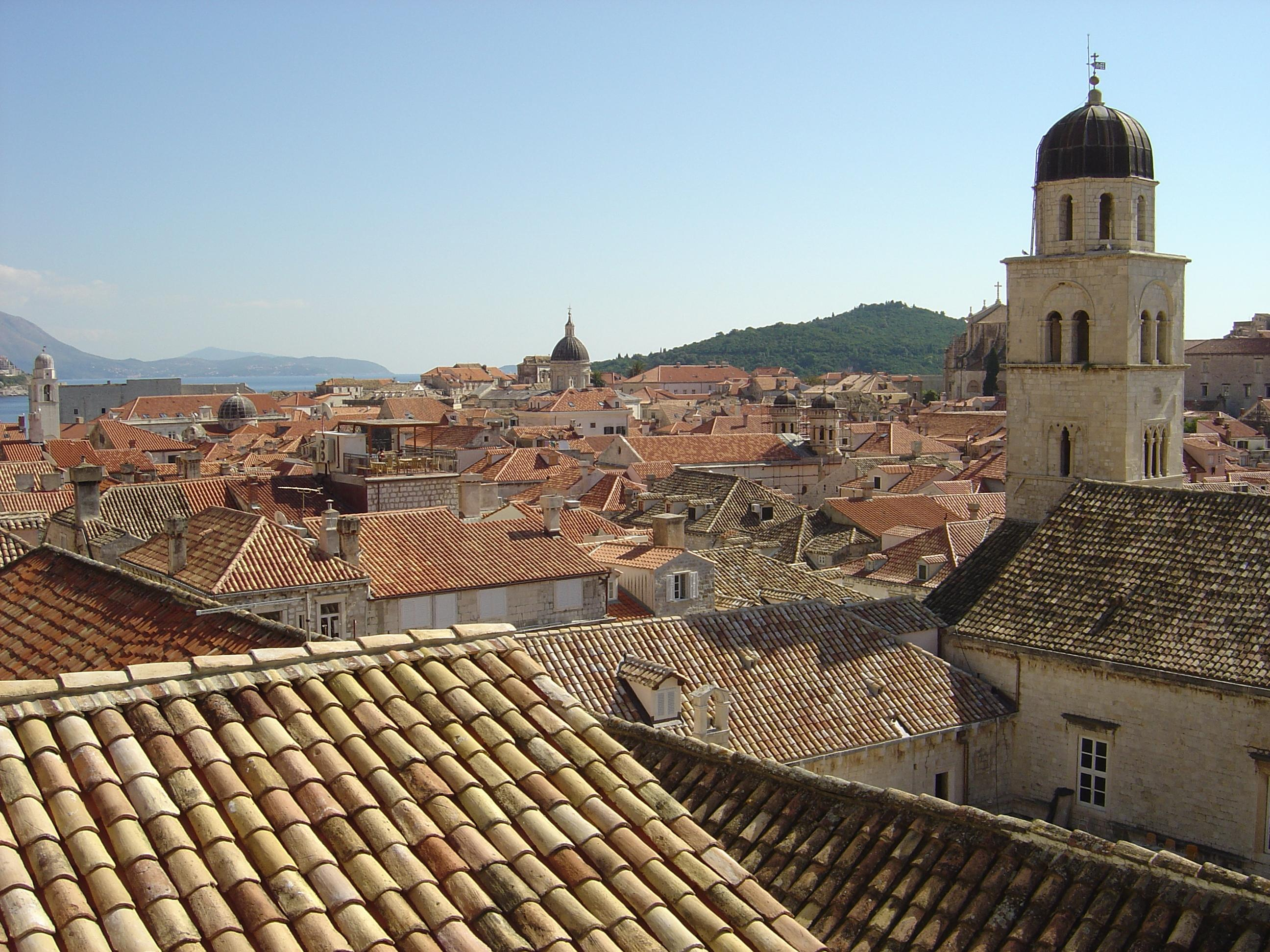
Blick auf die Altstadt Dubrovniks mit ihrer einzigartigen Architektur

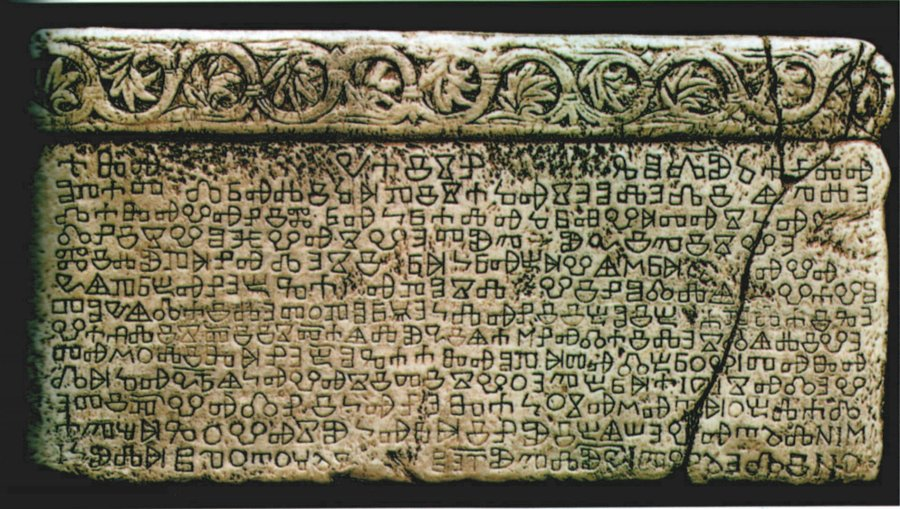
Tafel von Baška, gefunden auf der Insel Krk (Kroatien)

Die Kroaten haben nach der Landnahme auf dem Staatsgebiet des heutigen Kroatien sehr schnell die antike Kultur übernommen. Erste Bauten entstanden unter anderem in Zadar. Die zweigeschossige Rundkirche des Heiligen Donatus in Zadar gilt als das repräsentativste kroatische Baudenkmal aus altchristlicher Zeit. Weitere beeindruckende Baudenkmäler kroatischer Kunst und Kultur sind die Kathedrale in Šibenik von Juraj Dalmatinac aus dem 15. Jahrhundert und die Kathedrale des Heiligen Dominus in Split. Die Stadt Dubrovnik war eines der Zentren in der Geschichte der Entwicklung der kroatischen Sprache und Literatur. Zahlreiche bedeutende Dichter, Künstler, Gelehrte, Mathematiker und Physiker stammen aus dieser Stadt. Dubrovnik kann heutzutage auch als ein kulturelles Zentrum Kroatiens bezeichnet werden. Die Tafel von Baška ist eines der ältesten und bekanntesten Kulturdenkmäler der kroatischen Sprache und Geschichte. Sie stammt aus der Kapelle St. Lucija in Jurandvor bei Baška auf der Insel Krk und wird auf das Jahr 1100 datiert. Sie ist Zeugnis kroatischer Sprache und Kultur in Nordwest-Kroatien (Istrien und dem Kvarner).